# Orunia nad Radunią
Orunia nad Radunią (niem. Ohra an der Radaune) – część Gdańska, w dzielnicy Orunia-Św. Wojciech-Lipce położona nad dolną Radunią.
Orunia nad Radunią jest częścią jednostki morfogenetycznej Orunia. Została przyłączona w granice administracyjne miasta w 1933. Orunia nad Radunią należy do okręgu historycznego Niziny.